# Guerra Civil espanyola a Catalunya

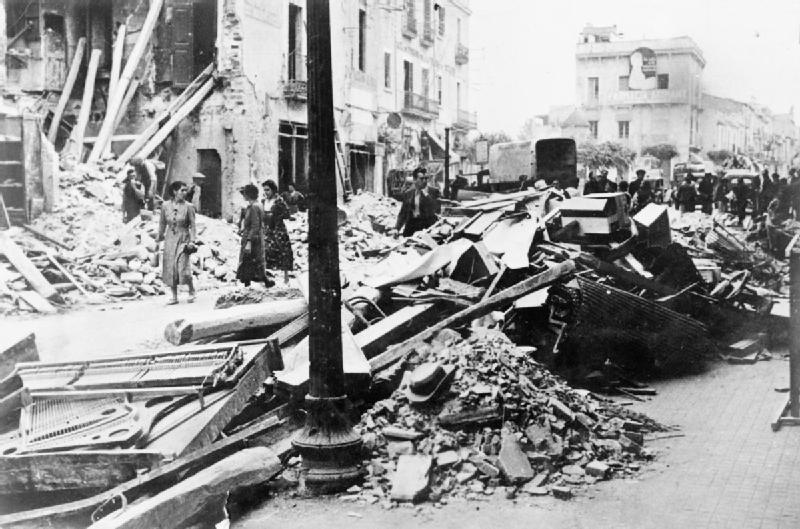
Destrucció a Granollers després d'una incursió aèria de l'aviació alemanya

La Guerra Civil espanyola a Catalunya s'esdevingué, com a la resta de l'Estat espanyol, amb l'alçament de l'exèrcit colonial del Marroc (juntament amb altres guarnicions a la península), el 18 de juliol de 1936 en contra de la República legal i institucionalment establerta.
Catalunya fou l'única zona de tot Espanya que aconseguí una llei de col·lectivització, fruit de la unió de totes les forces republicanes dins el Consell d'Economia de Catalunya. Es produí el 24 d'octubre de 1936 a través d'un decret anomenat, Col·lectivització i Control Obrer d'Indústries i Comerços.
A la resta de l'Espanya republicana no es pogué generalitzar la legislació col·lectivitzadora vigent a Catalunya.
Després de la victòria electoral de les esquerres el febrer de 1936 (a Catalunya sota la bandera del Front d'Esquerres de Catalunya) i la substitució del president conservador Niceto Alcalá-Zamora per l'esquerrà Manuel Azaña la tensió política es va continuar incrementant. Els actes violents dels dos bàndols van culminar amb l'assassinat del líder de la dreta radical, José Calvo Sotelo. Pocs dies després va tenir lloc el fallit cop d'estat contra la II República, que va desembocar en la  Guerra Civil. A Barcelona, el cop va ser liderat pel general Manuel Goded, però l'oposició armada dels militants de sindicats i partits d'esquerra i la decisiva intervenció de la Guàrdia Civil va propiciar el fracàs de la rebel·lió. A partir d'aquest moment, Catalunya quedaria dins el sector no controlat pels revoltats i sota la teòrica autoritat del govern republicà.
El desenvolupament de la guerra a Catalunya es va caracteritzar en una primera fase per una situació de doble poder: el de les institucions oficials (la Generalitat i el Govern republicà) d'una banda, i el de les milícies populars armades coordinades per un Comitè Central de Milícies Antifeixistes de Catalunya per un altre. Es va desencadenar una onada de repressió contra els sectors als quals es considerava afins als revoltats, principalment religiosos catòlics i simpatitzants de la Lliga Catalana. La poc coordinada acció militar es va encaminar en dues direccions: una ofensiva contra l'Aragó controlat pels revoltats, que només va permetre estabilitzar el front durant un temps, i un fracassat intent de conquerir Mallorca.
Amb l'avanç de la guerra es van produir també greus enfrontaments entre les organitzacions que volien donar prioritat a la revolució social, principalment la CNT i el Partit Obrer d'Unificació Marxista, i els qui consideraven prioritari dirigir els esforços al front bèl·lic i mantenir el suport dels sectors moderats. Aquest segon sector l'integrava al govern republicà, el PSUC, Esquerra Republicana de Catalunya i altres partits. L'enfrontament va culminar en les  jornades de maig de 1937, durant les quals ambdós bàndols es van enfrontar amb les armes. La victòria del bàndol governamental va suposar una major integració dels anarcosindicalistes en la disciplina de l'Exèrcit Popular de la República i l'eliminació (fins i tot física) del POUM, incòmode rival comunista per al PCE i el PSUC (i dominat pels prosoviètics). Tampoc va ser bona la col·laboració entre la Generalitat dirigida per Companys i el govern republicà a causa del desig d'aquest de centralitzar el comandament bèl·lic i a la tendència d'aquella a excedir les seves competències estatutàries.
Finalment l'exèrcit rebel va trencar en dos el front republicà en ocupar Vinaròs, el que va aïllar a Catalunya de la resta del territori republicà (constituït ja només per València i la zona central). La derrota dels exèrcits republicans a la batalla de l'Ebre va permetre l'ocupació de Catalunya per les tropes encapçalades pel general Franco entre 1938 i 1939. La victòria total del Generalísimo va suposar la fi de l'autonomia catalana i l'inici d'una llarga dictadura.

## La frustrada Olimpíada Popular
L'Olimpíada Popular del 1936 era un esdeveniment esportiu que havia de tenir lloc a la ciutat de Barcelona entre el 19 i el 26 de juliol de 1936. L'organització anava a càrrec de diferents entitats esportives i culturals, la majoria membres del Comitè Català pro-Esport Popular, que es van integrar en el Comitè Organitzador de l'Olimpíada Popular (COOP), que comptava amb el suport de la Generalitat de Catalunya. El comitè executiu del COOP, el presidia Josep Anton Trabal, veterà dirigent esportiu que aleshores era diputat d'Esquerra Republicana. Entre el munt d'entitats del COOP, hi destacaven les seccions esportives del CADCI i l'Ateneu Enciclopèdic Popular, el Centre Gimnàstic Barcelonès i el Club Femení i d'Esports de Barcelona, però n'hi havia moltes més als barris populars de Barcelona i de les principals ciutats catalanes. La tradició esportiva catalana, que des de la dècada del 1920 estava posant l'accent en la democratització de la pràctica esportiva. Aquest procés va conduir a la creació del Comitè Català pro Esport Popular (CCEP), del que en formaven part entitats com en Centre Gimnàstic Barcelonès, el Club Femení d'Esports, l'Ateneu Enciclopèdic Popular o el Centre Autonomista de Dependents del Comerç i de la Indústria. Tot plegat va esdevenir una organització alternativa al Comitè Olímpic Internacional. L'organització d'aquest esdeveniment responia al nomenament per part del COI, en una reunió celebrada precisament a la també ciutat candidata de Barcelona, de la capitalitat dels Jocs Olímpics de 1936 a la ciutat de Berlín. La situació política a Alemanya, perquè les olimpíades serien un pretext perquè el règim nazi de Hitler intentés transformar-les en una exhibició fallida d'una presumpta 'superioritat ària' portà a un boicot per una part considerable d'atletes que veieren en aquest esdeveniment una resposta a aquest fet.
La data del 19 de juliol fou la triada per a l'inici de l'Olimpíada alternativa. Fins i tot es va fer un assaig de la cerimònia inaugural alhora que alguns organitzadors havien fet nit a l'Estadi de Montjuïc. La guerra posà fi a la iniciativa. Per això, des d'aleshores, l'Olimpíada Popular va esdevenir un mite al nostre país i a fora. Al COI, que va reconèixer el govern franquista en plena Guerra Civil, encara se'n recorden.
El poeta Josep Maria de Segarra escrigué l'himne de l'Olimpíada, amb música del compositor alemany Hanns Eysler, que començava i acabava amb aquestes estrofes:
No és per odi, no és per guerra
que venim a lluitar de cada terra;
sota el cel blau
l'únic mot que ens escau
és un crit d'alegria: la pau.
(...)
Contra els baixos crits innobles
aixequem cap al cel les nostres mans!
Vibrin els cants
perquè es tornin més grans
i més lliures els pobles!
20.000 visitants van arribar a Barcelona amb motiu de l'Olimpíada Popular, desbordant les previsions i creant problemes d'allotjament. El 18 de juliol, un dia abans de la inauguració oficial, es va fer un assaig general a l'Estadi de Montjuïc. A partir del 19 de juliol de 1936, però, la guerra va frustrar el projecte que el moviment de l'esport popular català havia concebut. El nou ordre revolucionari i les necessitats pròpies del conflicte bèl·lic van posar fi a Barcelona 1936, just unes hores abans d'iniciar-se. L'organització de l'Olimpíada Popular, tanmateix, no va ser en va, ja que molts atletes populars arribats de tot arreu del món que es van veure sorpresos a Barcelona per l'inici de la guerra no van dubtar d'allistar-se a les milícies populars per lluitar contra el feixisme. Ells van ser els primers voluntaris estrangers en els exèrcits republicans, i l'embrió de la qual cosa després serien la Brigades Internacionals. El 24 de juliol es llegia a La Vanguardia: "És tal l'entusiasme que la causa republicana ha despertat en aquests atletes, que molts d'ells s'han allistat a les milícies populars, sortint cap a Saragossa i d'altres punts"

## Els primers antifeixistes estrangers
S'ha parlat molt de l'epopeia de les Brigades Internacionals oblidant, sovint, que els primers voluntaris antifeixistes estrangers van ser els atletes internacionals que s'havien donat cita a Barcelona per celebrar l'Olimpíada Popular.

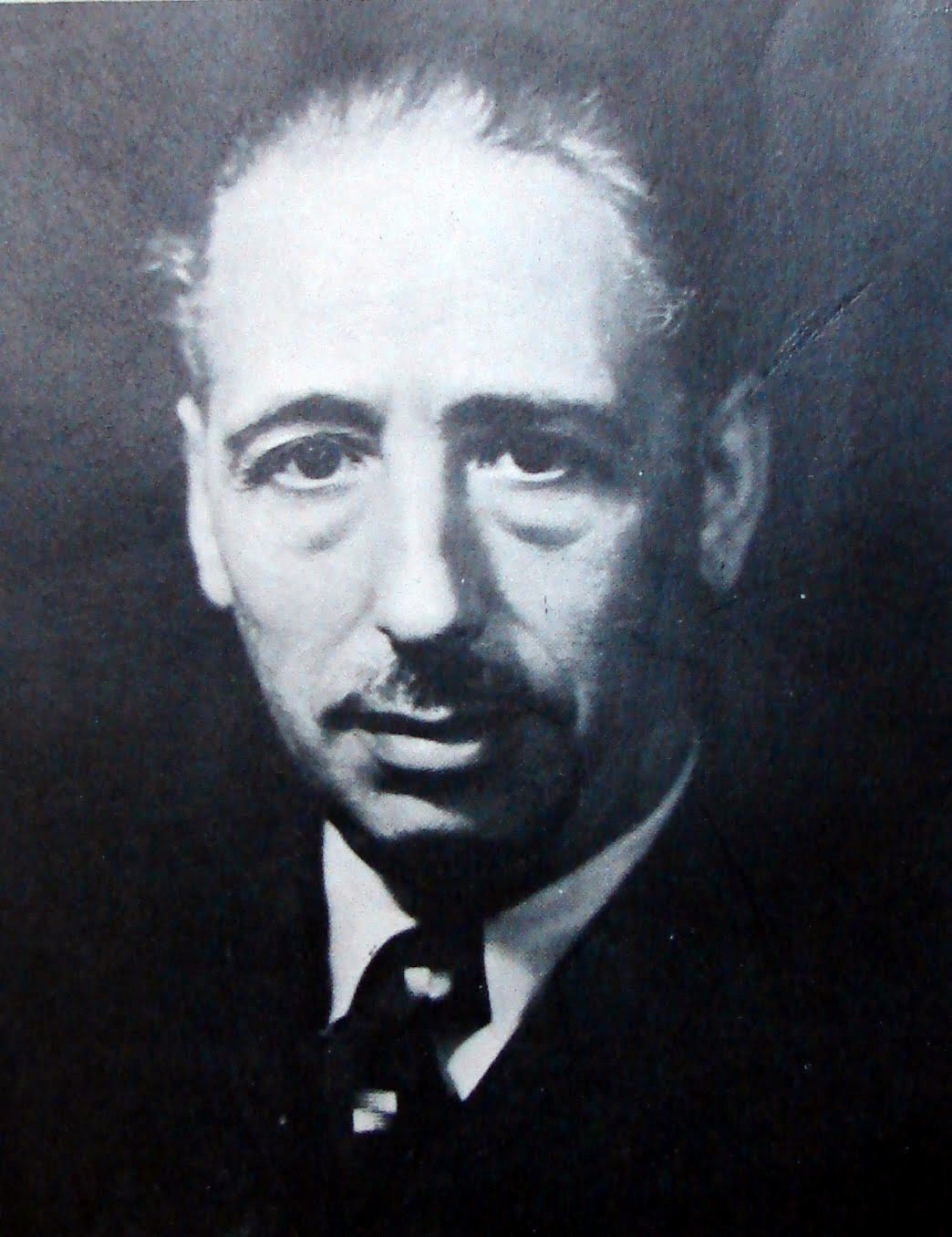
Lluís Companys i Jover

Com han explicat Andreu Castells i més recentment Carles Santacana, amb Xavier Pujadas i Arno Lustiger, diversos esportistes obrers, i entre ells els emigrants polítics alemanys i italians, no dubtaren a allistar-se a una de les 22 milícies que els partits i sindicats prepararen a correcuita en resposta als insurrectes. A més, entre aquests voluntaris formaren la primera agrupació de combat, la Thaelmann (nom del secretari del Partit Comunista Alemany, presoner dels nazis des del 1933 al camp de concentració de Buchenwald). Aquests voluntaris, organitzats per Max Friedemann i Chain Besser, estigueren presents en tots els combats barcelonins i incrementaren les seves fileres gràcies als exiliats jueus alemanys i també polonesos i hongaresos. El 23 de juliol, junt amb les columnes cenetistes i del POUM, marxaren cap al front aragonès.
El mateix dia, la majoria dels esportistes s'acomiadaren del president de la Generalitat, Lluís Companys. La presència d'aquests atletes i, sobretot, la dels periodistes que els acompanyaren, esdevingué de summa importància atès que van trametre la realitat a la premsa internacional i democràtica dels seus països.

## La batalla de Barcelona (19 de juliol): El triomf republicà i la violència faista a Catalunya
Els conspiradors confiaven en el triomf de la revolta a tot Catalunya gràcies a l'adhesió a la seva causa de l'oficialitat mitjana de diversos regiments establerts a la ciutat de Barcelona. Comptaven amb la complicitat dels oficials de la Unión Militar Española (UME), fortament espanyolistes i enemics dels sentiments catalanistes i d'esquerres del govern de la Generalitat d'ERC. Però no estaven amb ells els màxims caps militars destacats a Catalunya: el general Francisco Llano de la Encomienda, capità general de la IV regió militar, i el general José Aranguren Roldán, cap de la Guàrdia Civil.
El pla dels sediciosos era fer convergir els diferents regiments de la plana de Barcelona a la plaça de Catalunya i anar a controlar a continuació la Comissaria General d'Ordre Públic, el palau de la Generalitat i la Capitania General. Com que sabien que Llano no secundava el cop d'estat tenien previst que el general Goded vindria volant de Mallorca amb un hidroavió, el qual destituiria el general Llano per fer-se amo de la Capitania General i, així, de tot Catalunya.
Durant els dies previs no era cap secret que s'estava gestant un cop militar contra la república: se'n parlava obertament als periòdics, a la ràdio i al carrer. Els conspiradors, les forces del govern de la Generalitat i la FAI preparaven els seus plans, i els tres ho feien pensant en els precedents dels Fets d'octubre de 1934: els primers confiats a repetir-los fàcilment, i els segons i tercers a evitar-los. Pocs dies abans la Generalitat havia nomenat Comissari General d'Ordre Públic a Frederic Escofet qui es va ocupar de recopilar tota la informació dels sediciosos i a preveure totes les seves estratègies que podien optar per prendre Barcelona. Preparava una estratègia que evidenciés als sediciosos que es trobaven en minoria i s'estaven aixecant contra la legalitat vigent. Pel seu compte, la CNT-FAI tenia vigilades totes les casernes per donar el senyal d'alerta quan els soldats en sortissin. La seva estratègia era deixar sortir els sediciosos de les casernes per tal d'atacar-les amb la guàrdia baixa i apoderar-se de les armes que hi hagués a l'interior. La tarda del 18 de juliol, dissabte, es van conèixer les notícies que el cop havia començat: moviments no autoritzats de l'exèrcit colonial al Marroc van alertar els mitjans de comunicació, el govern espanyol i el govern català.
Ni de bon tros tota l'oficialitat de l'exèrcit destacat a Barcelona estava amb els colpistes. A moltes casernes els oficials lleials a la República foren detinguts pels sediciosos o es mantingueren al marge del cop. A més a més, com que era el mes de juliol bona part de la tropa es trobava amb permís d'estiu o ja llicenciada, així que en bona part les casernes estaven buides.
A les 4.30 de la matinada del dia 19 de juliol de 1936 sortien les primeres tropes colpistes de les casernes de Pedralbes. Immediatament començaren a sonar les sirenes de totes les fàbriques de Barcelona i dels vaixells del port alertant la població. Començaren a sorgir barricades a molts carrers de la ciutat construïdes per militants de la CNT, ERC i altres organitzacions polítiques. Seguint el pla establert, el comissari general d'ordre públic, Frederic Escofet, va disposar ràpidament les companyies de Guàrdies d'Assalt i de Mossos d'Esquadra en diversos punts neuràlgics de la ciutat per on havien de passar les columnes revoltades: al Paral·lel a l'altura de Drassanes per tallar-los el pas cap a la Capitania, a Plaça Catalunya per tallar el pas cap al centre de Barcelona i per protegir l'edifici de la Telefònica, al Pla de Palau per protegir la seu de la Conselleria de Governació i a la cruïlla "Cinc d'Oros" (Passeig de Gràcia amb Diagonal) per ser punt de pas de les casernes tant de Pedralbes com de Gràcia. Finalment va disposar les reserves guardant el Palau de la Generalitat i la seu de la Comissaria General d'Ordre Públic a la Via Laietana, on es va traslladar en persona el president Lluís Companys. L'estratègia es veié encertada, ja que foren els principals escenaris de l'enfrontament amb els sediciosos, els quals hi van quedar encallats durant les hores següents. La Plaça Espanya fou un altre dels escenaris de lluita, que va anar a càrrec bàsicament dels treballadors d'Hostafrancs. El temps anava a favor dels lleials a la república perquè a mesura que passava centenars de barcelonins armats sortien al carrer i es dirigien allí on se sentien els trets per sumar-se a les forces republicanes o obreres. Mentrestant l'estat major anarcosindicalista es va instal·lar a les 7.00 a l'Arc del Teatre de la Rambla perquè creien, erròniament, que els rebels es dirigirien a Capitania pel carrer Sant Pau. Com que no aparegueren pujaren ells mateixos el carrer fins a arribar al Paral·lel, on ajudaren a derrotar-los. A les 11.30 del matí els militars colpistes ja havien estat vençuts al Paral·lel, l'Estació de França i a la cruïlla de Pau Claris amb Diputació, mentre que continuaven a la Plaça de Catalunya i la plaça Universitat. A partir del migdia centenars d'espontanis esperaven a les portes de les casernes gairebé desertes per poder assaltar-les i prendre les armes del seu interior.
Pel que fa al colpista general Goded, el seu hidroavió havia aterrat al moll i a les 13.00 havia aconseguit arribar a Capitania on el general lleial Llano de la Encomienda, rodejat de sediciosos que no s'atrevien a detenir-lo, feia trucades a tort i a dret ordenant a les tropes de mantenir-se quietes. Goded va destituir-lo, però a aquelles altures el cop ja havia fracassat a Barcelona. Fou llavors quan va trucar al general Aranguren, cap de la guàrdia civil, perquè se sumés al cop, però aquesta s'hi negà: a les 14.30 centenars de guàrdies civils van desfilar per la Via Laietana saludant el president Companys i posant-se a les ordres del comissari general Frederic Escofet. A partir de les 15.00 entraren en combat a la plaça Universitat i la plaça Catalunya, decantant definitivament la batalla a favor de la legalitat republicana. Durant la tarda les forces combinades de la Guàrdia d'Assalt, de la Guàrdia Civil i una considerable massa obrera armada, amb l'ajuda dels canons capturats al matí, van mantenir una dura lluita contra els revoltats reclosos a la Capitania des de les 16.30 fins més enllà de les 18.00 hores, quan finalment foren vençuts i el general Goded detingut i salvat del linxament de la massa congregada. Fou traslladat immediatament en presència del president Companys i obligat a reconèixer la derrota a través de la ràdio. Després ell i la resta de presoners foren tancats al vaixell-presó Uruguay.
Un cop derrotats els militars revoltats, la ciutat restà en un estat manifest d'eufòria revolucionària. Els soldats havien abandonat les casernes: uns per sabotejar o no participar del cop d'estat dels sediciosos, altres emparats pel decret del Govern de la República del dia abans en què dissolia les unitats revoltades (decret lògicament inútil, ja que les unitats revoltades no es van dissoldre i sí que ho van fer moltes de les que haurien pogut realinear-se amb la República un cop els seus oficials facciosos havien estat detinguts), i d'altres simplement marxaren davant del buit de poder i l'agitació social. El dia 20 de juliol Frederic Escofet va enviar una companyia de la Guàrdia Civil a la caserna de Sant Andreu per protegir l'armeria de 30.000 fusells que contenia, però quan hi arribaren ja havia estat ocupada i les armes repartides entre els confederals de la CNT-FAI i el lumpen de Barcelona. Entre els dies 20 i 21 s'acabaren de vèncer els militars atrinxerats a les Drassanes, les dependències militars de Colom i el convent dels carmelites, alguns dels quals foren linxats.
A la resta de Catalunya l'exèrcit es va revoltar a Mataró, Girona, Figueres i Lleida, però renunciaren de seguida a la insurrecció quan el cop va fracassar a Barcelona. A Tarragona, la Seu d'Urgell i Manresa es va mantenir lleial a la legalitat.

## Transformacions revolucionàries a la rereguarda republicana. La revolució anarquista del 19 de juliol a Barcelona
A més a més de suposar el fracàs de la revolta militar, la jornada del 19 de juliol va tenir una gran transcendència per a la història posterior, ja que el poder polític va anar a raure al carrer, a les mans del moviment popular, especialment dels anarquistes, que havien contribuït decisivament a la derrota de l'exèrcit. A Barcelona, l'assalt a les casernes de les Drassanes i de Sant Andreu els va proporcionar un important arsenal bèl·lic que els va donar l'hegemonia, en detriment de les altres forces polítiques i de la Generalitat.
Les organitzacions obreres de signe anarquista assaltaren la caserna de Sant Andreu de Palomar el matí del dia 20 de juliol on aconseguiren gran quantitat d'armes i material de guerra. Les armes i la determinació a l'hora d'enfrontar-se als militars insurrectes feren de la CNT-FAI l'autèntica força del poder en la Barcelona de l'endemà del cop d'Estat. El mateix 20 de juliol a la tarda, Joan García Oliver i Buenaventura Durruti, entre altres dirigents anarquistes, es presentaren armats al despatx del president Companys, el qual, en un intent controvertit de mantenir la legalitat democràtica, acceptà la creació del Comitè Central de Milícies Antifeixistes de Catalunya, que havia de ser l'autèntic òrgan de poder a Catalunya fins a la seva dissolució el mes de setembre.
Paral·lelament a l'eclosió de personalitats dins l'anarcosindicalisme que eren partidaris de col·laborar amb les autoritats republicanes en la victòria sobre els militars revoltats i la necessitat del manteniment de l'ordre i la legalitat (Joan Peiró, Joan García Oliver, Diego Abad de Santillán), van aparèixer altres dirigents -majoritàriament de la FAI- que proclamaren la revolució i promogueren les Patrulles de Control del Comitè Central de Milícies Antifeixistes de Catalunya o d'incontrolats, que sembraren el terror per tot el país (Manuel Escorza del Val o Dionís Eroles i Batlló).

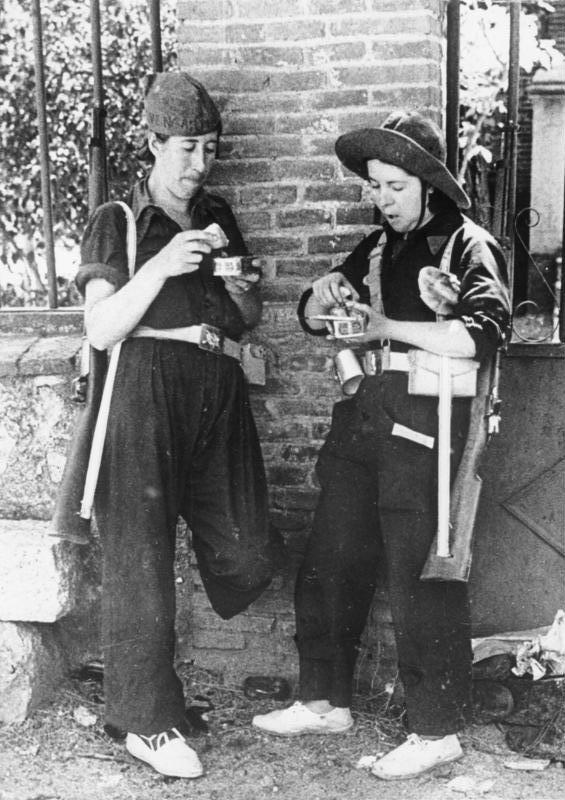
Milicianes al principi de la guerra. Al bàndol del Front Popular el poder va passar del govern a les milícies antifeixistes.

El procés revolucionari que va esclatar a la zona republicana va fragmentar el poder polític. A cada regió es van constituir juntes que administraven el poder sense tenir en compte la resta de l'Estat. La revolució també va tenir conseqüències de caràcter militar, car no va existir un comandament unificat amb capacitat de planificar una acció bèl·lica, mentre que les unitats regulars van patir un procés de descomposició que les va convertir en inservibles. Les milícies populars, que van voler substituir les unitats militars, van resultar ineficients i indisciplinades. Un darrer aspecte del procés revolucionari -que va despertar passions entre les observadors forans- va ser la qüestió social i econòmica: els anarquistes, però també els comunistes i els socialistes, van posar en marxa una col·lectivització de la propietat, intensa al camp d'Andalusia i d'Aragó i a la indústria catalana. A Barcelona es van expropiar tres quartes parts de les indústries, però en canvi només una de cada tres a Madrid.

## El Comitè Central de Milícies Antifeixistes de Catalunya
Companys proposà als dirigents anarcosindicalistes la creació d'un nou organisme, integrat per representants de totes les forces polítiques esquerranes i sindicals, que s'encarregués de fer front a l'amenaça feixista. Aquest organisme s'havia d'anomenar Comitè Central de Milícies Antifeixistes. El primer objectiu que es plantejava Companys era reorganitzar les forces armades a través d'aquest nou organisme, i donava aquesta finalitat al Comitè de Milícies, que proposava a totes les forces polítiques i sindicals tot esperant que els anarquistes, essencialment homes combatius, s'hi integrarien i es desentendrien de les qüestions polítiques.
Els dirigents van acceptar a condició que l'esmentat Comitè fos l'òrgan superior de Catalunya en els àmbits de política, economia i exèrcit. A partir de la seva creació, el dia 21 de juliol, el Comitè va donar resposta a la nova correlació de forces sorgida després de l'esclafament de l'alçament militar a Catalunya. El Comitè va aplegar representants de les organitzacions sindicals i els partits del Front Popular, encara que el predomini era netament anarcosindicalista sota les figures de Joan García Oliver, Buenaventura Durruti i Diego Abad de Santillán, que també imposaren un Consell Suprem de l'Economia a Catalunya per a dirigir el decret de col·lectivitzacions a fàbriques i empreses. Joan García Oliver va esdevenir, a la pràctica, el cap del Comitè.
Figuraren en el primer comitè central tres dirigents de la CNT (Buenaventura Durruti, José Asens i Joan García Oliver), dos de la FAI (Diego Abad de Santillán i Aurelio Fernández), tres de la UGT (José del Barrio, Salvador González i Antonio López), un del PSUC (Josep Miret i Musté), dos del Partit Obrer d'Unificació Marxista (POUM)(Josep Rovira i Canals i Julián Gorkin), tres d'ERC (Artemi Aiguader i Miró, Jaume Miravitlles i Navarra i Joan Pons), un de la Unió de Rabassaires (Josep Torrents i Rossell), un d'Acció Catalana Republicana (Tomàs Fàbregas), Lluís Prunés i dos militars (Vicenç Guarner i Josep Guarner), com a assessors de la Generalitat.

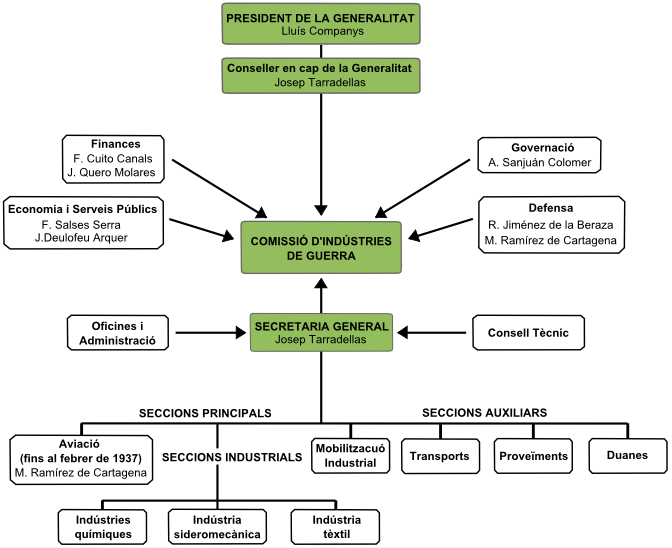
Organigrama de la Comissió d'Indústries de Guerra.

## La indústria catalana es reconverteix
Quan va esclatar la Guerra Civil espanyola a Catalunya pràcticament no hi havia indústria bèl·lica. Poc després de l'inici del conflicte, treballadors de diferents sindicats, especialment de la CNT, de forma independent van començar a produir subministraments pel front. Aquesta producció estava desorganitzada i donava pocs fruits. Per posar-hi remei, la Generalitat hi va intervenir ràpidament i el 7 d'agost de 1936 va crear la Comissió d'Indústries de Guerra.
Aquest organisme de la Generalitat es va encarregar de coordinar les fàbriques i tallers que van reconvertir la seva producció a material militar pels combatents i també va començar la construcció de nova infraestructura productiva.
Entre 50.000 i 80.000 persones van treballar per la CIG, fos com a ocupació directe o auxiliar, en uns 500 tallers i fàbriques. Després dels Fets de Maig, el govern republicà va anar restant competències a la Comissió, apoderant-se de les indústries que no eren propietat de la Generalitat. Finalment es va encarregar de tota la producció d'armament la Subsecretaría de Armamento espanyola, suprimint-se la CIG l'11 d'agost de 1938. En passar la indústria bèl·lica a mans de l'estat, que preferia adquirir les armes a l'exterior, la producció va decaure.

## L'entrada de la CNT-FAI al govern de la Generalitat de Catalunya
El conseller primer del Govern de la Generalitat Joan Casanovas dimitia el 25 de setembre en haver fracassat en l'intent de recuperar les competències que el Comitè Central de Milícies Antifeixistes havia arrabassat al Govern i poder restablir a continuació l'ordre enmig de la situació caòtica que el país vivia. El nou conseller primer Josep Tarradellas nomenava el 26 de setembre el nou govern, en el qual s'integraven quatre consellers procedents de partits o sindicats revolucionaris: Andreu Nin (POUM) de Justícia, Joan Porqueres i Fàbregas (CNT) d'Economia, Josep Juan i Domènech (CNT) de Proveïments i Antonio García Birlán (FAI) de Sanitat i Assistència Social. El nou organisme ni tan sols se'n va poder dir Govern de la Generalitat, sinó "Consejo de la Generalidad", per imperatiu de la FAI.
La primera decisió del nou organisme fou la supressió del Comitè Central de Milícies Antifeixistes, que ja no els feia falta a les organitzacions anarquistes, car els seus representants ja constituïen l'òrgan de govern en una proporció molt semblant a la del Comitè. No se suprimiren, però, les sinistres Patrulles de Control i al conseller de Seguretat Interior, Artemi Aiguader (ERC), li fou imposat com a cap de Serveis de la Comissaria General d'Ordre Públic, Dionís Eroles i Batlló, membre de la FAI i antic pistoler d'aquesta organització. Un grup dels seus agents, anomenats "els nanos de l'Eroles", desenvoluparen, de manera autònoma, sagnants activitats de repressió.

## Violència i repressió a la rereguarda republicana
Des de l'endemà mateix de la victòria popular sobre els militars revoltats aconseguida als carrers de Barcelona, a la majoria de pobles de Catalunya van començar a produir-se assassinats d'eclesiàstics i de persones que tenien alguna mena de vinculació -sovint remota- amb l'Església, amb partits de dreta o simplement fossin acabalades, a càrrec de les Patrulles de Control o de simples incontrolats. La situació es va allargar durant nous mesos i mig i no es va aturar del tot fins que els Fets de Maig van tornar la societat catalana a la legalitat republicana.
Malgrat la instrumentació per part del règim franquista de les víctimes de la repressió revolucionària a la rereguarda republicana i de les exagerades valoracions que hi va projectar, els darrers estudis han estimat en 8.148 persones el nombre d'assassinats produïts a Catalunya durant aquest període. D'aquests, més de 2.000 foren eclesiàstics, dels quals uns 1.190 eren capellans, uns 795 religiosos regulars i 50 monges.
Segons fonts de la Generalitat de Catalunya, la xifra total de víctimes entre juliol del 1936 i febrer del 1939 van ser de 8.352, mentre que només entre juliol i setembre, el període més dur de la repressió el nombre de persones assassinades va ser de 4.682. Segons aquesta mateixa font, la pertinença d'aquestes persones era:
- Religiosos: 2.441
- Lliga Regionalista: 281
- Carlistes: 1.199
- CEDA: 213
- Falange: 108
- Renovación Española: 70
- Acción Ciudadana: 117
- Unión Patriótica: 36
- Sindicat Lliure: 110
- Federació de Joves Cristians:[27] 73
- Altres: 34

El clima de terror que durant aquests mesos es va apoderar de bona part de la població es va complementar amb la destrucció d'un gran nombre d'esglésies i d'altres estructures religioses, així com de moltes obres d'art i d'imatgeria religiosa que van ser cremades o destruïdes gairebé impunement pels escamots, els quals adoptaven sovint la tàctica d'anar a assassinar o destruir les esglésies de pobles veïns, però no del propi.
Diversos historiadors consideren que aquesta sagnant repressió a la rereguarda republicana durant els primers mesos de guerra fou un element que contribuí especialment a "espantar" les democràcies occidentals i a què no decidissin ajudar obertament el règim republicà legítim.

## 1938. Ofensives i contraofensives fins a la batalla de l'Ebre
En el context de la caiguda d'Astúries i quan s'anunciava una ofensiva franquista generalitzada sobre Guadalajara i Madrid, la República, per primer cop, es va avançar duent a terme la seva pròpia ofensiva contra Terol. La batalla de Terol va ser iniciada el dia 15 de desembre de 1937 i va agafar per sorpresa els defensors. El dia 21 eren derrotades les defenses exteriors, i l'endemà era presa pels republicans, a desgrat que el coronel Rey d'Harcourt, que comandava la «plaça», no es va rendir fins al dia 8 de gener de 1938. Immediatament, el general Franco decideix iniciar una contraofensiva de desgast amb una superioritat de material manifesta, que només es va aturar a causa de les fortes nevades caigudes sobre Terol la nit de cap d'any i de les temperatures extremes, que van arribar als 18 °C sota zero. Represa la contraofensiva a mitjan gener de 1938, i sotmeses les tropes republicanes a intensos bombardejos aeris i d'artilleria, els nacionals recuperaven la ciutat definitivament el 22 de febrer.
La batalla de Terol va deixar exhaust l'exèrcit republicà, mentre que Franco planteja una ofensiva al llarg de tot el front d'Aragó per poder arribar al mar Mediterrani i dividir en dos les zones controlades pel govern republicà. Amb aquesta fita va concentrar bona part de les seves tropes -uns 100.000 homes, prop d'un miler d'avions, 200 tancs i 150 peces d'artilleria- i el dia 9 de març iniciava l'atac generalitzat en tota la línia de front. L'efecte va ser fulminat: el 3 d'abril les tropes nacionals van ocupar la ciutat de Lleida i Gandesa. Al cop de pocs dies conquerien Balaguer, Tremp i Camarasa, ocupaven les centrals hidràuliques del Pirineu, i pel sud arribaven a la Mediterrània on ocupaven 60 quilòmetres de costa. L'ofensiva havia situat el front de guerra en els rius Segre i Ebre, havia deixat Catalunya aïllada de les zones sota control republicà i va permetre que Franco, el 5 d'abril de 1938, adoptés la seva primera acció simbòlica: publicar el decret pel qual es derogava l'Estatut d'Autonomia. A mitjan abril, Amposta va ser conquerida, mentre que el bloqueig marítim dels italians i els bombardejos sovintejaven.

## Bombardejos de les ciutats catalanes

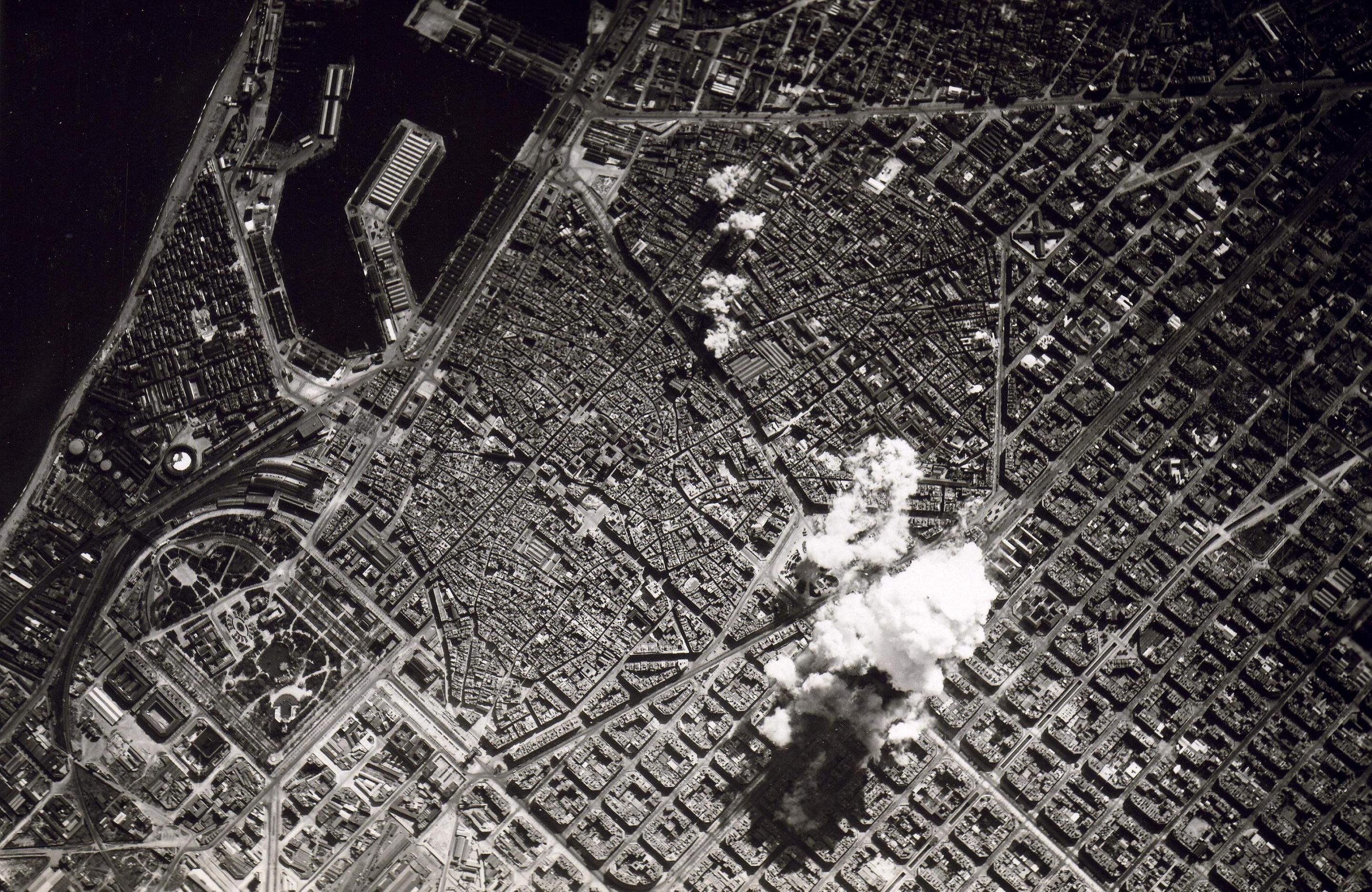
Bombardeig de Barcelona el 17 de març de 1938, fotografiat des d'un bombarder italià.

La rereguarda catalana va conèixer freqüents bombardejos de l'aviació italiana, com per exemple el Bombardeig de Barcelona (març de 1938), entre els dies 16 i 18 de març, que va causar un miler de morts, o el de Granollers, del dia 31 de maig que va ocasionar més de dos-cents morts. Durant la guerra, Barcelona va ser bombardejada en 194 ocasions per l'exèrcit colpista que fou ajudat per l'Alemanya de Hitler i la Itàlia de Mussolini i que convertiren Espanya en un banc de proves per a la Segona Guerra Mundial, essent la primera gran capital bombardejada per l'aviació moderna, sobretot per l'Aviazione Legionaria italiana. El primer bombardeig va ser del creuer italià Eugenio di Savoia el 13 de febrer de 1937, que va deixar 18 morts. El primer bombardeig aeri va tenir lloc el 29 de maig (60 morts), al qual es van succeir nombroses rèpliques a tot el llarg de la contesa (amb especial virulència de l'1 al 30 de gener de 1938 i del 16 al 18 de març de 1938 en què es calcula que van morir la meitat de les víctimes dels dos anys de bombardeigs). El balanç final va ser d'unes 2.500 víctimes, la majoria civils. Arran dels bombardeigs, els ciutadans construïren més de 1400 refugis arreu de la ciutat per poder-se protegir.
La ciutat va ser ocupada per l'exèrcit facciós el 26 de gener de 1939, que va abolir l'autonomia catalana i les seves institucions polítiques, com la Generalitat, i va prohibir l'ús de la llengua catalana i les seves manifestacions culturals. Barcelona es va veure sumida, durant els gairebé quaranta anys de la dictadura franquista, en una gran decadència social i cultural.
| Els bombardejos a la rereguarda republicana. Granollers, un cas paradigmàtic. | Els bombardejos a la rereguarda republicana. Granollers, un cas paradigmàtic. |
| --- | --- |
| Savoia-Marchetti SM.79 | La destrucció de Granollers |
| Un grup de Savoia-Marchetti SM.79 volant en formació. Els cinc Savoia S-79 que van atacar Granollers havien sortit a les vuit del matí de l'aeroport de Son Sant Joan, a Mallorca. A l'illa, l'aviació feixista italiana hi havia concentrat entre trenta-vuit i quaranta-cinc avions, bàsicament bombarders Savoia S-79 i S-81, a més de caces Fiat CR-32. | Aquesta fotografia de Winifred Bates mostra la destrucció de la ciutat de Granollers després de l'atac per l'aviació italiana (inicialment es va atribuir l'atac a la Legió Còndor, les forces aèries alemanyes, per la brutalitat del bombardeig), el 31 de maig de 1938. Les bombes van caure damunt dels carrers i places del centre de Granollers. Seixanta bombes que van matar un mínim de 224 persones, la majoria de les quals eren dones, 124, i nens, 33. Centenars de granollerins van caure ferits. La capital vallesana no tenia defenses antiaèries i l'alarma de bombardeig no havia sonat. Aquestes dues circumstàncies, afegides al fet que Granollers no havia patit mai cap bombardeig expliquen el fet que les bombes italianes agafessin tothom desprevingut. |

## Batalla de l'Ebre

Mapa d'Espanya el juliol de 1938 després de l'ofensiva d'Aragó i quan va començar la batalla de l'Ebre.
Llegenda
Zona sota control franquista
Zona sota control republicà
Principals centres franquistes
Principals centres republicans

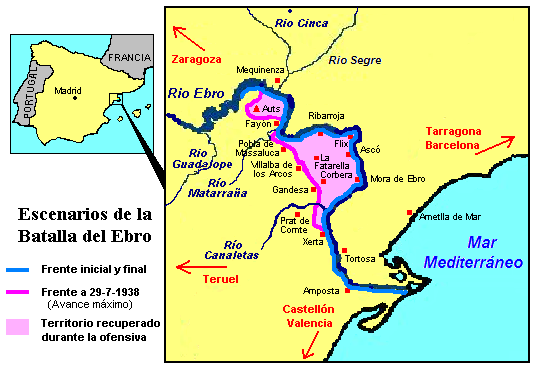
Mapa de la zona on es va desenvolupar la Batalla de l'Ebre.

La primavera de 1938 la situació al bàndol republicà és de desmoralització per causa dels desastres militars, pels problemes de subsistència i per la reproducció dels conflictes polítics interns. En aquest context el doctor Negrín dona a conèixer els seus «tretze punts» per la victòria, i els comunistes insisteixen en la consigna de resistir. Mentre el president Azaña parla de «pau, pietat, perdó».
En aquest clima de tensions, el govern republicà va decidir llançar una ofensiva a l'Ebre per aturar l'avanç franquista cap a València, guanyar temps per reorganitzar l'exèrcit i reconnectar el seu territori. El general Rojo havia de ser l'estrateg de l'exèrcit republicà i, el dia 25 de juliol, sis divisions de l'exèrcit de l'Ebre creuen el riu per dotze punts diferents en el sector comprès entre Xerta i Faió, i agafaven per sorpresa l'enemic. Durant quatre mesos la batalla de l'Ebre es va plantejar com una batalla de desgast, amb combats front a front i bombardejos constants. La superioritat artillera i aèria franquista va obligar l'exèrcit republicà a replegar-se i a creuar de bell nou el riu, el 16 de novembre de 1938. Acabava la batalla que sentenciaria la guerra civil, amb almenys 90.000 baixes, 60.000 en el bàndol republicà i 30.000 en el franquista.
A nivell internacional, l'apaivagament francobritànic davant Hitler, amb l'acord de Múnic que concedia Txecoslovàquia als nazis, de retruc destruïa els darrers vestigis d'esperança d'una aliança antifeixista amb les grans potències. La retirada de l'Ebre va determinar el resultat final de la guerra, ja que vuit dies abans de l'any nou, el general Franco va llançar forces massives per conquerir Catalunya.

## Relacions Govern de la República - Govern de la Generalitat
Tot i que la República havia acceptat les autonomies a resultes de la negociació amb en Macià després de la proclamació de la Republica Catalana dins del marc de repúbliques ibèriques, tant des de la dreta com des de l'esquerra espanyola es veia amb gran recel el catalanisme.
Donada la manca d’operativitat de l’exèrcit republicà després del cop d’estat feixista, les columnes de milicians feren temporalment el seu paper. I dins aquestes iniciatives, també hi hagué una expedició organitzada per la Generalitat de Catalunya per recuperar Mallorca. La manca de suport del govern espanyol a la causa de fons de ser la Generalitat qui movia l'operació i per propaganda catalanista amb què es promogué l’allistament de voluntaris obligà a la retirada. No reconquerir Mallorca tindria una importància cabal en el futur decurs de la guerra.
La República, impedida de comprar armes a l’estranger per l'acord internacional de neutralitat, que tant Alemanya com Itàlia obviaven, requeria amb urgència material bèl·lic. En aquest context, la Generalitat bastí una xarxa d'indústries de guerra reconvertint indústries civils. Quan el govern republicà es traslladà a Barcelona, el 1937, prengué a la Generalitat el control de les indústries de guerra. Però sota el seu control la producció baixà de forma dramàtica, amb el consegüent impacte en el proveïment als fronts de guerra.

Alhora que passava això, el President Negrín tractà amb notable deslleialtat al President Companys, a qui arribà a deixar abandonat a la frontera Francesa, després de quedar-se els fons de reserva de la Generalitat per a l’exili. Tot plegat es pot il·lustrar amb la declaració del Negrín recollida pel Julián Zugazagoitia:
No estic fent la guerra contra Franco perquè ens retonyi a Barcelona un separatisme estúpid i pallús. Estic fent la guerra per Espanya i per a Espanya! Per la grandesa i per la grandesa! S'equivoquen els que suposin una altra cosa. Només hi ha una nació: Espanya! Abans de consentir campanyes nacionalistes que ens portin a desmembraments que de cap manera admeto, cediria el pas a Franco sense cap altra condició que la que es desprengués d'alemanys i italians.

## 1939. Ocupació franquista de Catalunya
La derrota en la batalla de l'Ebre va deixar exhausta la rereguarda catalana. Catalunya havia perdut la capacitat de resistència car els avanços dels exèrcits franquistes van incrementar el nombre de refugiats (superaven gairebé el milió, la quarta part de la població catalana), i aquesta superpoblació agreujava encara més els problemes de subsistència, que van esdevenir irresolubles. La gana es va convertir en la preocupació cabdal dels catalans. A més, la producció industrial, des de l'ocupació franquista de les centrals hidràuliques del Pirineu, havia caigut en picat i, des de 1938, els bombardejos franquistes sobre la població civil, l'arribada del front de guerra al país i la mobilització general (les famoses quintes del biberó) havien militaritzat la societat fins a l'extenuació.

En aquest context, les tropes franquistes tenien el camí gairebé lliure per iniciar l'ocupació militar de Catalunya. El 23 de desembre va cedir el front del Segre, el 15 de gener queia Tarragona, el 26 de gener Barcelona va ser ocupada sense resistència per les tropes del general Yagüe, i Girona ho va fer el 4 de febrer. El dia 10 les tropes franquistes arribaven a la frontera francesa. Mig milió de persones havien creuat la frontera francesa vers l'exili, concentrats en els camps d'on una bona part ja no tornaria mai més en sentit invers.
La República només disposava ja de la zona central i veia com els problemes polítics s'agreujaven. El 28 de febrer el president de la República, Azaña, dimiteix. El dia abans, el 27 de febrer, els governs del Regne Unit i França havien reconegut el règim de Franco. La guerra civil va concloure amb un aixecament militar paral·lel a Madrid i a Cartagena, una nova guerra civil interna en el bàndol del Front Popular que va enfrontar als comunistes amb la resta dels que combatien per la causa republicana. El mes de març el coronel Casado, amb la col·laboració de sectors socialistes i anarquistes, destituïa el govern, creava un Consejo Nacional de Defensa i s'enfrontava militarment contra tropes comunistes. Durant la segona quinzena del mes de març el coronel Casado i el socialista Julián Besteiro van iniciar converses per negociar la fi de la guerra amb el general Franco. Aquest va exigir la rendició sense condicions.
El 28 de març Madrid es rendeix sense disparar ni un sol tret. Dies després ho fan València, Alacant, Múrcia i Almeria sense resistència. L'acabament de la guerra es proclamava el dia 1 d'abril, quan tot el territori espanyol ha estat ocupat per les tropes franquistes.

## Epíleg: vencedors, vençuts i la tercera via a Catalunya
La guerra va precipitar la desintegració de l'estat de dret per culpa de l'aixecament militar, la radicalitat incontrolada dels cenetistes -ben sovint absurda-, les venjances per motius religiosos i polítics, la pèrdua del patrimoni religiós a causa de la crema i destruccions diverses i la gana de la població per l'esforç de mantenir una guerra i els estralls dels bombardejos, agreujada per la presència de milers de refugiats espanyols procedents de la resta de l'Estat.
La postguerra va generar una nova brutalitat un cop ocupat el país: odi a l'autonomia catalana, la repressió contra la llengua i la cultura pròpies. A Espanya va ser derrotada l'esquerra, a Catalunya, a més, el catalanisme. La guerra a Catalunya va deixar «una societat trasbalsada, dividida, esporuguida». Els ideals d'una Catalunya autogovernada van ser malmesos per la guerra durant decennis, i difícilment es podia retornar a l'esperit exaltat del 14 d'abril de 1931 o de l'Estatut de Núria de 1932. La Guerra Civil espanyola havia deixat massa odis, morts i assassinats.

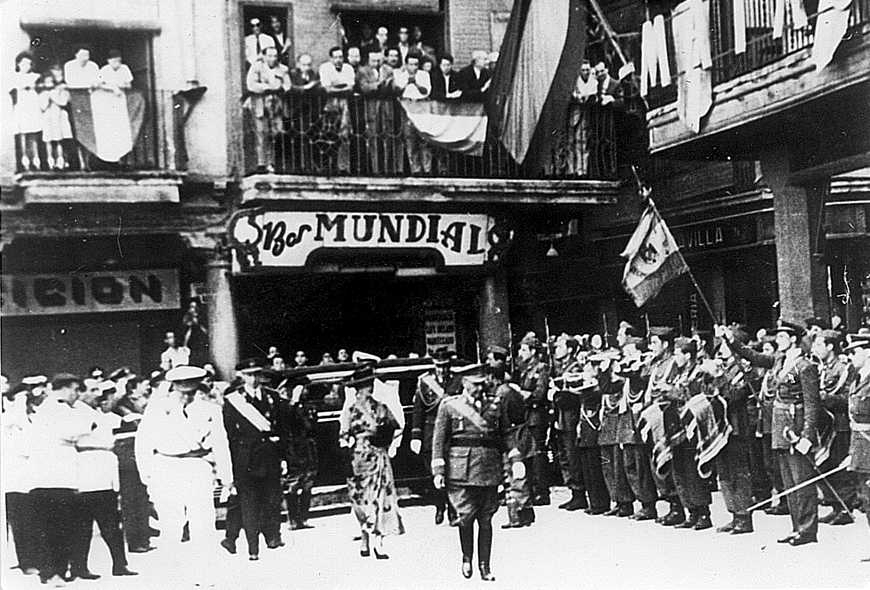
Foto de Joan Barceló. Al peu de foto: "visita del general Franco a la ciutat de Reus. 1940". Francisco Franco va rebre de la corporació municipal la medalla d'or de la ciutat l'any 1944. El 2006 l'Ajuntament de Reus va retirar la distinció honorífica de la ciutat al dictador. En el marc d'una votació secreta i individual -tal com estipulava el reglament orgànic municipal-, l'acord plenari de retirada de la medalla va rebre 20 vots favorables i 4 vots negatius, tants com regidors del PP hi havia al consistori i que s'havien mostrat contraris a aquesta iniciativa anteriorment. La sessió plenària de l'Ajuntament retirava així aquesta distinció honorífica al general Franco enmig dels aplaudiments de membres de la comissió d'Honors i Distincions del consistori.

| « | La guerra posà també en relleu no ja l'existència de dues Catalunyes, la dels rojos i la dels franquistes, sinó la de tres: la tercera era la d'una majoria que, havent estat de la República i de l'Estatut, ja no era ni de l'una ni de l'altre, com aquell català que respongué, a la pregunta de quin havia estat el dia més feliç de la seva vida, «el 25 de gener de 1939 (recordant que els franquistes ocuparen Barcelona el dia 26 d'aquest mes) quan uns se n'havien anat i els altres encara no havien entrat» | » |

### La significació de la derrota republicana a Catalunya
S'ha calculat que mig milió de catalans van travessar la frontera, i si bé molts van tornar, altres s'hi van quedar o es van exiliar a Mèxic, van trobar la mort en camps de concentració o en la nova guerra mundial que estava a punt d'esclatar. Mentre els gendarmes francesos conduïen els soldats i civils cap als camps improvisats a les platges de Sant Cebrià i Argelers, i més tard a i Barcarès i Gurs, el govern francès no estava preparat per a rebre una allau de gent, i tampoc no volia complicar les seves bones relacions amb els vencedors. Els refugiats van haver d'enfrontar-se a la fredor; l'hostilitat, el desconcert, la pietat o el rebuig gairebé col·lectiu d'un poble que el 1936 havia estriat un Front Popular. Sota la pluja, el vent, el fred, la neu, per la manca de queviures i de medecines, amb l'escampall d'epidèmies morien els refugiats. Sobretot els més febles, les criatures.
A l'interior, les autoritats franquistes van cercar suports, complicitats i col·laboracions. Molts patiren el regust de la repressió: afusellaments, vexacions personals i familiars, espoliació econòmica, ciutadans de segona categoria, amb deures però sense drets. Es va incitar a la delació i a la denúncia, responent a la voluntat política d'implicar, directament o indirectament, el màxim de persones en la repressió: els uns perquè es beneficiarien de les depuracions, altres per satisfer les ànsies de revenja i altres per fer mèrits.
Així, els sospitosos de suport a la República que van restar al país, se'ls va enviar a les presons, com ara la Model de Barcelona o el Castell de Montjuïc, d'on molts sortiren amb la salut malmesa per sempre. Una vegada eren posats en llibertat, s'havien de presentar periòdicament a la Guàrdia Civil i no podien exercir cap càrrec públic. L'onada repressiva no va ser puntual, sinó que va tenir una dramàtica persistència, puix l'estat de guerra decretat el juliol de 1936 no fou derogat fins al 7 d'abril de 1948.
Josep Maria Solé i Sabaté xifra en uns 4.000 els catalans executats a Catalunya. No foren més perquè molts es van exiliar. Els afusellaments dictats pel franquisme es van caracteritzar per la seva planificació sistemàtica: «calia executar arbitràriament per demostrar el poder i la força, per instaurar el terror fins al moll de l'os de la societat civil. Franco convertí Espanya en una caserna regida per la jerarquia, la disciplina i el tuf d'encens».

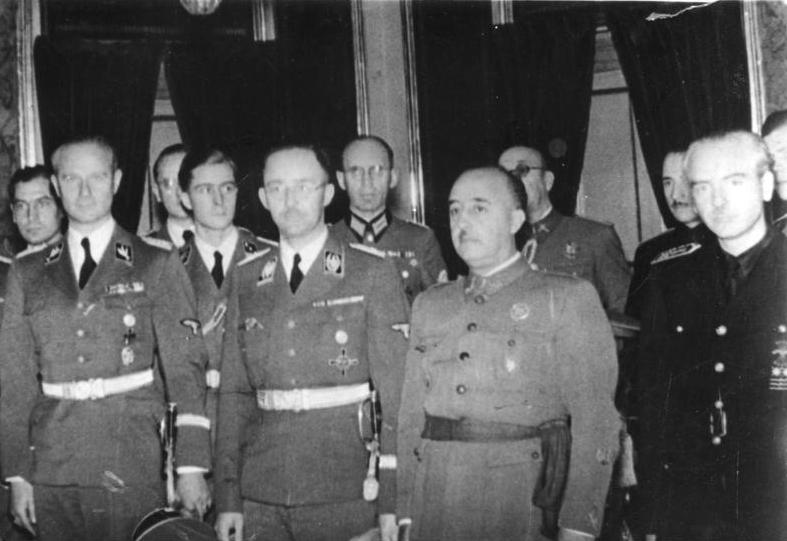
Trobada a Espanya del general Franco i Heinrich Himmler (cap de les SS), amb Ramón Serrano Suñer, 1940. Fotografia dels arxius federals alemanys. Hitler va decidir intervenir a la guerra civil espanyola des del 25 de juliol de 1936. Per a la historiografia franquista tardana aquesta intervenció va ser a la vegada molesta i còmoda. Després de 1945, Hitler ja no és un aliat presentable. Però s'hi poden descarregar sobre ell determinats pecats.

La llei de Responsabilitats Polítiques del 9 de febrer de 1939 i la de «Confiscación de Bienes Marxistas» del 23 de setembre del mateix any, van concretar que les propietats immobles, mobles i els recursos econòmics dels partits, sindicats, associacions, entitats, publicacions, emissores de ràdio serien espoliades, passant una part al patrimoni de diferents organismes del nou Estat i la resta seria subhastada. Els diaris d'esquerra van ser espoliats i van passar a formar part de la premsa del règim. Les persones exiliades, en alguns casos, van ser desposseïdes d'una part del seu patrimoni (cases, mobles, terres....). A les administracions públiques van ser depurades totes aquelles persones no addictes al règim i en el sector privat, l'exercici de certes professions liberals va ser també objecte de depuracions obligatòries en tots els col·legis professionals (advocats, metges...). A les empreses privades (bancs, fàbriques...) també es van dur a terme, però van dependre fonamentalment de la decisió de la direcció de l'empresa.
Tots els partits polítics i sindicats van ser proscrits i perseguits, la llengua i la cultura catalanes van ser prohibides públicament, arreu es va imposar una dura reacció social, i al carrer va irrompre una nova simbologia plena de banderes imperials i salutacions a la romana. Josep Benet i Morell va afirmar que el franquisme cercava «la desaparició de Catalunya com a minoria nacional dins l'Estat espanyol, amb la destrucció de la seva personalitat lingüística i cultural»
Altrament Franco va aplicar una política econòmica autàrquica que va mantenir l'Estat en una situació d'aïllament internacional i de subsistència estricta durant més d'una dècada.

### Les dades de morts i exiliats de la guerra civil a Catalunya
A l'hora de fer recompte general de morts a la guerra civil a Catalunya cal comptar un mínim de 38.500 soldats republicans i 2.900 franquistes. Al costat d'aquest hi ha les víctimes de la repressió del 1936 a 1939 que serien unes 8.500, mentre que la repressió franquista va causar entre 1938 i 1953 unes 4.000 víctimes. Finalment, les dels bombardejos serien unes 5.500. Aquestes dades s'han de completar amb el creixent nombre de defuncions degudes a insuficiències mèdiques i alimentàries com a resultat de les contingències bèl·liques i els que s'exiliaren entre finals de gener i febrer del 1939.
El conjunt de pèrdues, entre morts i exiliats, donarien una xifra que oscil·la entre 130.000 i 150.000 persones que desaparegueren de Catalunya,—sobre un total de gairebé tres milions d'habitants segons el cens de 1936—la qual cosa va determinar unes profundes conseqüències negatives des del punt de vista demogràfic, social i econòmic.

### Posició internacional
A l'inici de la guerra civil, els països democràtics europeus van fer costat formalment a la República, però van posar en pràctica la no interferència en un afer intern. El conflicte va ser denunciat pel President de la República, el Doctor Negrín el 21 de setembre de 1938 a la Societat de Nacions. Aquesta va condemnar el cop militar, però no va atendre les peticions d'ajut. A la primera Conferència Internacional de les Nacions Unides (San Francisco, 1945) la Generalitat de Catalunya a l'exili va tornar a exposar la situació del país.
Acabada la Segona Guerra Mundial, el règim de Franco va viure una situació d'aïllament internacional,
 sent exclòs com a membre de l'ONU, que no va acceptar-lo fins a l'any 1955.